# Malacocephalus laevis
Malacocephalus laevis és una espècie de peix de la família dels macrúrids i de l'ordre dels gadiformes.

## Morfologia
- Els mascles poden assolir 60 cm de llargària total.[5][6]

## Depredadors
A Sud-àfrica és depredat per Merluccius capensis.

## Hàbitat
És un peix d'aigües profundes que viu entre 200-1000 m de fondària, tot i que, normalment, ho fa entre 300-750.

## Distribució geogràfica
Es troba des de l'Estret de Florida fins al Brasil, el Golf de Mèxic i el Carib, i des d'Islàndia i les illes Fèroe fins a Sud-àfrica. També és present a la Mar d'Aràbia, la Badia de Bengala, les Maldives, la costa de l'Àfrica oriental, Indonèsia i Austràlia.

## Interès comercial
En el passat, els pescadors de l'Atlàntic Nord empraven l'excreció luminescent del seu òrgan lluminós ventral per a millorar els esquers utilitzats per a la pesca del bacallà. Avui dia, només és capturat per fabricar oli i farina de peix.